# Роберт Семеник
Роберт Семеник (словац. Róbert Semeník, нар. 13 січня 1973, Вельки Кртіш) — словацький футболіст, що грав на позиції нападника.
Виступав, зокрема, за клуб «Кошиці», а також національну збірну Словаччини.

## Клубна кар'єра
Народився 13 січня 1973 року в місті Вельки Кртіш.
У дорослому футболі дебютував 1991 року виступами за команду «Дукла» (Банська Бистриця), в якій провів чотири сезони, взявши участь у 63 матчах чемпіонату. 
Своєю результативною грою за цю команду привернув увагу представників тренерського штабу клубу «Кошиці», до складу якого приєднався 1995 року. Відіграв за кошицьку команду наступні чотири сезони своєї ігрової кар'єри. Більшість часу, проведеного у складі «Кошиці», був основним гравцем атакувальної ланки команди. У складі «Кошиці» був одним з головних бомбардирів команди, маючи середню результативність на рівні 0,42 гола за гру першості. Двічі поспіль, у сезонах 1994/95 (ще у складі «Дукли») і 1995/96 років, ставав найкращим бомбардиром чемпіонату Словаччини, забивши відповідно 18 і 29 голів.
Протягом частини 1999 і частни 2000 року грав у Туреччині в оренді в команді «Генчлербірлігі». Згодом протягом 2000–2003 років грав у Чехії за «Тепліце» і «Дрновиці», а також в угорському «Дьєрі».
2003 року повернувся на батьківщину, знову ставши гравцем «Дукли» (Банська Бистриця). Виступаючи за цю команду, спочатку став найкращим бомбардиром у новітній історії найвищого дивізіону чемпіонату Словаччини, а згодом перевищив за кількістю забитих голів й Яна Арпаша, автора 111 голів в іграх словацької футбольної першості, що проводилася у 1939–1945 роках. Згодом додав до свого голеадорського доробку ще 5 голів за «Нітру», за яку грав у сезоні 2008/09, і довів його до 120 м'ячів. Цей результат протягом наступних шести років залишався рекордною кількістю голів, забитою одним гравцем в іграх найвищого словацького дивізіону, доки не був перевершений Юраєм Галенаром у 2015 році.
Сам Семеник, завершивши виступи на високому рівні у 2009, пограв за австрійський нижчоліговий «Карлштеттен/Найдлінг», після чого на початку 2010-х грав у нижчих лігах на батьківщині.

## Виступи за збірну
1995 року дебютував в офіційних матчах у складі національної збірної Словаччини.
Загалом протягом трирічної кар'єри в національній команді провів у її формі 8 матчів, забивши один гол.

## Титули і досягнення
- Найкращий бомбардир чемпіонату Словаччини (2):

1994/95 (18 голів), 1995/96 (29 голів)